# Triumph Renown
Der Triumph Renown  ist eine viertürige Limousine des britischen Automobilherstellers Triumph, die von 1949 bis 1953 gebaut wurde. Der Renown ist der Nachfolger des Triumph 1800 Town & Country, mit dem er technisch und stilistisch weitgehend übereinstimmt. Ein Interimsmodell war der nur vorübergehend erhältliche Triumph 2000 TDA; eine Weiterentwicklung war die Renown Limousine. Die Wagen hatten ein auffälliges Styling, das als Razor-Edge-Design bezeichnet wird. Alle Varianten zusammengenommen, entstanden etwa 11.300 Fahrzeuge der Renown-Reihe, knapp 1000 davon wurden exportiert.

## Modellgeschichte
Nachdem die 1884 gegründete Triumph Motor Company 1939 zahlungsunfähig und aufgelöst worden war, übernahm der Großserienhersteller Standard 1944 deren Namensrechte. 1945 wurde die Triumph Motor Company (1945) Ltd. als Standard-Tochter neu gegründet. Standard nahm die Produktion von Triumph-Automobilen 1946 wieder auf, ohne dabei allerdings an die Vorkriegsmodelle anzuknüpfen. Das erste neue Modell war der sportliche Triumph Roadster, dem im gleichen Jahr die viertürige Mittelklasselimousine 1800 Town & Country zur Seite gestellt wurde. Die Idee zu diesem Auto ging auf John Black zurück, den führenden Manager der Triumph-Mutter Standard. Er plante, Triumph als hochwertige Marke zu etablieren, die dem Standard-Konzern den nordamerikanischen Exportmarkt erschließen sollte. Um eine besondere Hochwertigkeit zu suggerieren, griff der 1800 Town & Country das Design britischer Oberklassemodelle der Vorkriegszeit auf. Der Wagen war in den USA wider Erwarten erfolglos, vor allem weil der Markenname Triumph in Nordamerika wenig bekannt war.
Nach der Produktionseinstellung des 1800 Town & Country brachte Triumph 1949 eine überarbeitete Version heraus. Äußerlich weitgehend unverändert, waren Teile der Technik erneuert. Während sich der 1800 Town & Country einige Komponenten der Antriebs- und Fahrwerkstechnik mit dem 1937 herausgebrachten Standard Flying Fourteen teilte, war das überarbeitete Modell an die Mechanik des neueren Standard Vanguard angepasst. 
In seiner ersten Version hieß der 1800-Nachfolger Triumph 2000 TDA. Bereits nach wenigen Monaten wurde 2000 TDA ohne nachvollziehbaren Grund in Triumph Renown TDB umbenannt. 1951 kam die verlängerte Renown-Limousine heraus, die ein Jahr lang parallel zum Renown TDB verkauft wurde. 1952 schließlich wurden der Renown TDB und die Limousine durch den Renown TDC ersetzt. Der TDC entspricht technisch weitgehend der Limousine.
Während das Vorgängermodell 1800 Town & Country in den USA, seinem ursprünglichen Bestimmungsmarkt, gescheitert war, verkaufte sich die leicht veränderte Konstruktion als Renown in Großbritannien vergleichsweise gut. Erst 1953 ließ der Absatz nach. In der ersten Jahreshälfte standen 430 unverkaufte Renowns auf Halde in Birmingham. Anfängliche Überlegungen, die Produktion sofort einzustellen, kamen letztlich nicht zum Tragen. Triumph baute den Renown bis 1954 weiter, senkte aber den Ausstoß auf zwei Autos pro Tag und reduzierte den Verkaufspreis ab Juni 1953 erheblich. Damit ließen sich die inzwischen optisch klar veralteten letzten Modelle bis zum Sommer 1954 absetzen.

## Gemeinsame Merkmale

### Fahrwerk
Alle Varianten der Renown-Reihe haben ein separates Chassis aus Stahl. Konstruktionsdetails variieren in den einzelnen Baureihen. Die vorderen Räder sind einzeln aufgehängt und haben beim 2000 TDA noch Blattfedern, bei den jüngeren Modellen dagegen Schraubenfedern. Hinten ist eine Starrachse mit halbelliptischen Blattfedern und Stabilisator eingebaut. Alle vier Räder haben hydraulisch betätigte Trommelbremsen von Lockheed mit 229 mm Trommeldurchmesser.

### Karosserie

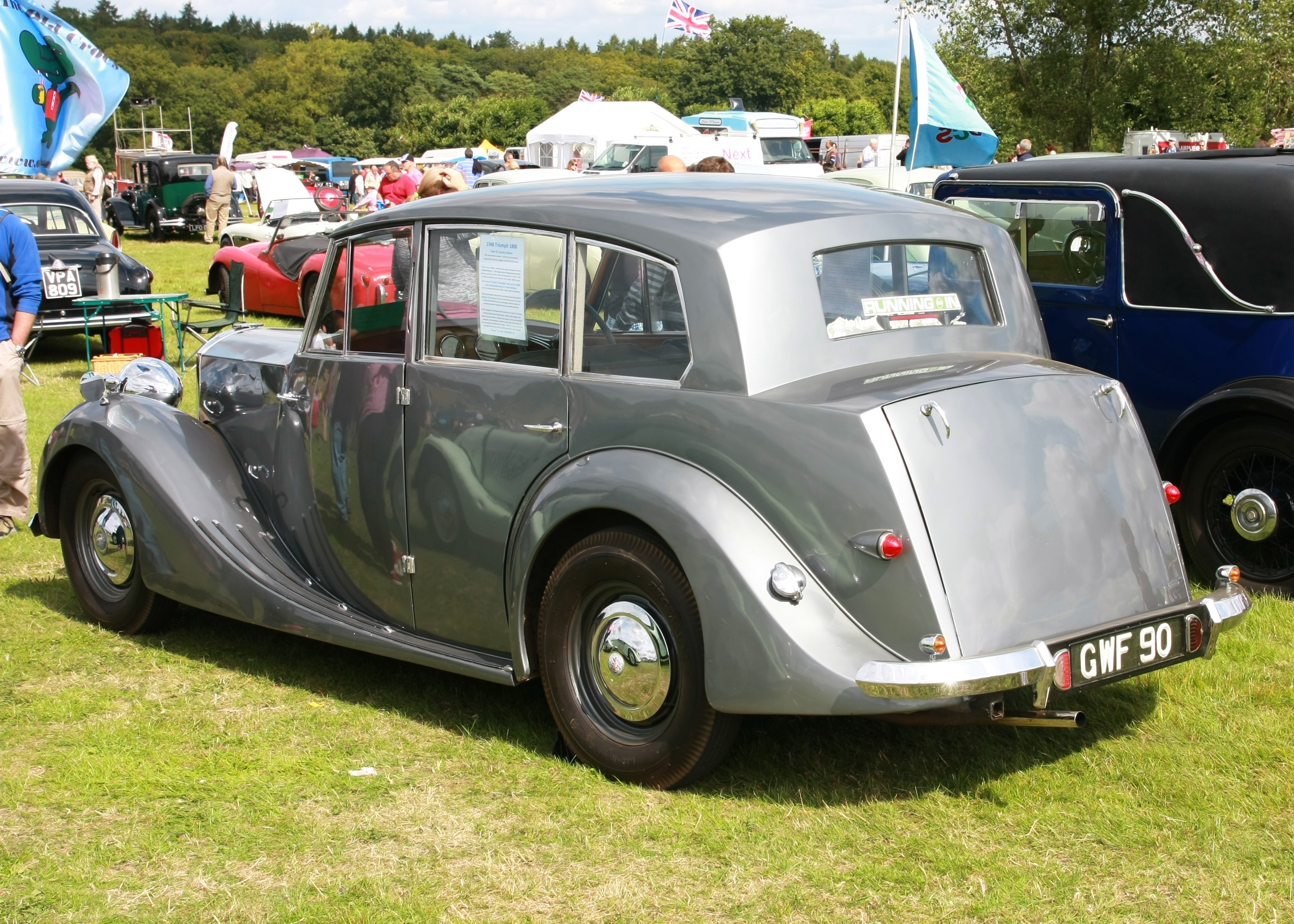
Stahlblechkarosserie auf separatem Chassis im Razor-Edge-Stil (hier ein baugleicher 1800 Town & Country)

Die Karosserien aller Varianten bestehen aus Stahlblech auf einem Gerüst aus Eschenholz. Der Aufbau wurde bei Mulliners in Birmingham hergestellt. Das Karosseriedesign ist mit dem des Triumph 1800 Town & Country identisch. Es orientiert sich weiterhin am Razor-Edge-Stil, der auf den Londoner Karosseriebauer Freestone & Webb zurückgeht und seit der zweiten Hälfte der 1930er-Jahre zu den bevorzugten Formkonzepten britischer Oberklasselimousinen gehörte. Die Details des Karosserieentwurfs erarbeiteten Leslie Moore von Mulliners sowie der Triumph-Designer Frank Callaby. Während der größte Teil des Aufbaus mit geschwungenen Kotflügeln, seitlichen Trittbrettern und frei stehenden Scheinwerfern allgemeinen Merkmalen der Vorkriegsformgestaltung folgt, hat der Renown insbesondere am hinteren Dachabschluss und am Kofferraum einige scharfe Knicke und Winkel, die im Kontrast zu den ansonsten geschwungenen Linien stehen. Ungewöhnlich sind die schmalen Fahrzeugsäulen, die zusammen mit dem großen hinteren Seitenfenster eine überdurchschnittlich gute Übersichtlichkeit und hohe Helligkeit im Innenraum bewirken.

### Motor
Alle Renown-Modelle haben einen Vierzylinder-Reihenmotor mit 2088 cm³ Hubraum, der auch im Standard Vanguard eingebaut war. Der Hubraum ist etwa 200 cm³ größer als beim Vorgänger 1800 Town & Country, dessen Motor aus dem Flying Fourteen stammte. Der 2,0-Liter-Motor der Renown-Reihe hat einen einzelnen Solex-Vergaser. Er entwickelt eine Leistung von 68 bhp (50 kW) bei 4200 min−1. Während der 1800 Town & Country mit einem Vierganggetriebe ausgestattet war, hat die Renown-Reihe ein vollsynchronisiertes Dreiganggetriebe mit Lenkradschaltung, das ebenfalls vom Vanguard übernommen wurde.

## Die einzelnen Versionen

### Triumph 2000 TDA (1949)
Der 2000 Type TDA wurde nur ein halbes Jahr lang gebaut. Chassis und Fahrwerk des 2000 TDA entsprechen vollständig dem des bisherigen 1800 Town & Country. Bis Oktober 1949 produzierte Triumph 2.000 Fahrzeuge.

### Triumph Renown TDB (1949–1952)

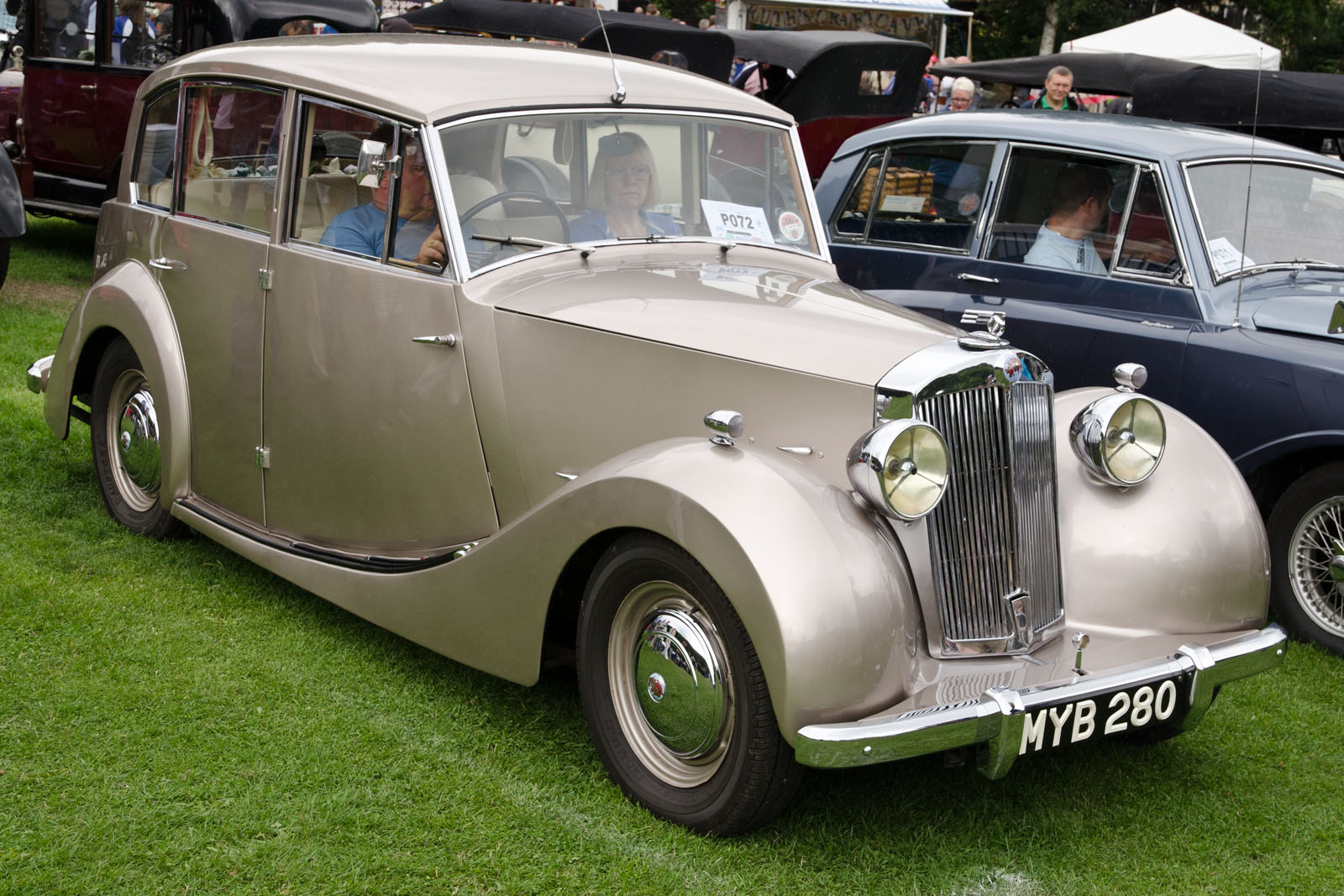
Triumph Renown TDB

Im Oktober 1949 wurde der Wagen in Renown (deutsch: Ruhm, Ansehen) umbenannt. Er bekam ein neues Fahrgestell, das auf dem des Standard Vanguard basierte, wobei Pressstahlteile einige der vorher verwendeten Stahlrohre ersetzten. Die vordere Radaufhängung bekam Schraubenfedern. Ab Juni 1950 gab es auf Wunsch ein Overdrive von Laycock-de Normainville. Das Armaturenbrett wurde neu gestaltet.
Ein Renown, den das britische Magazin The Motor 1950 testete, erreichte eine Höchstgeschwindigkeit von 121 km/h und eine Beschleunigung von 0–100 km/h in 24,3 s. Der Benzinverbrauch wurde zu 11,8 l/100 km festgestellt. Der Testwagen kostete £ 991 einschließlich Steuern.
Bis 1952 baute Triumph 6501 Renown TDB; 814 davon wurden exportiert.

### Triumph Renown Limousine (1951–1952)

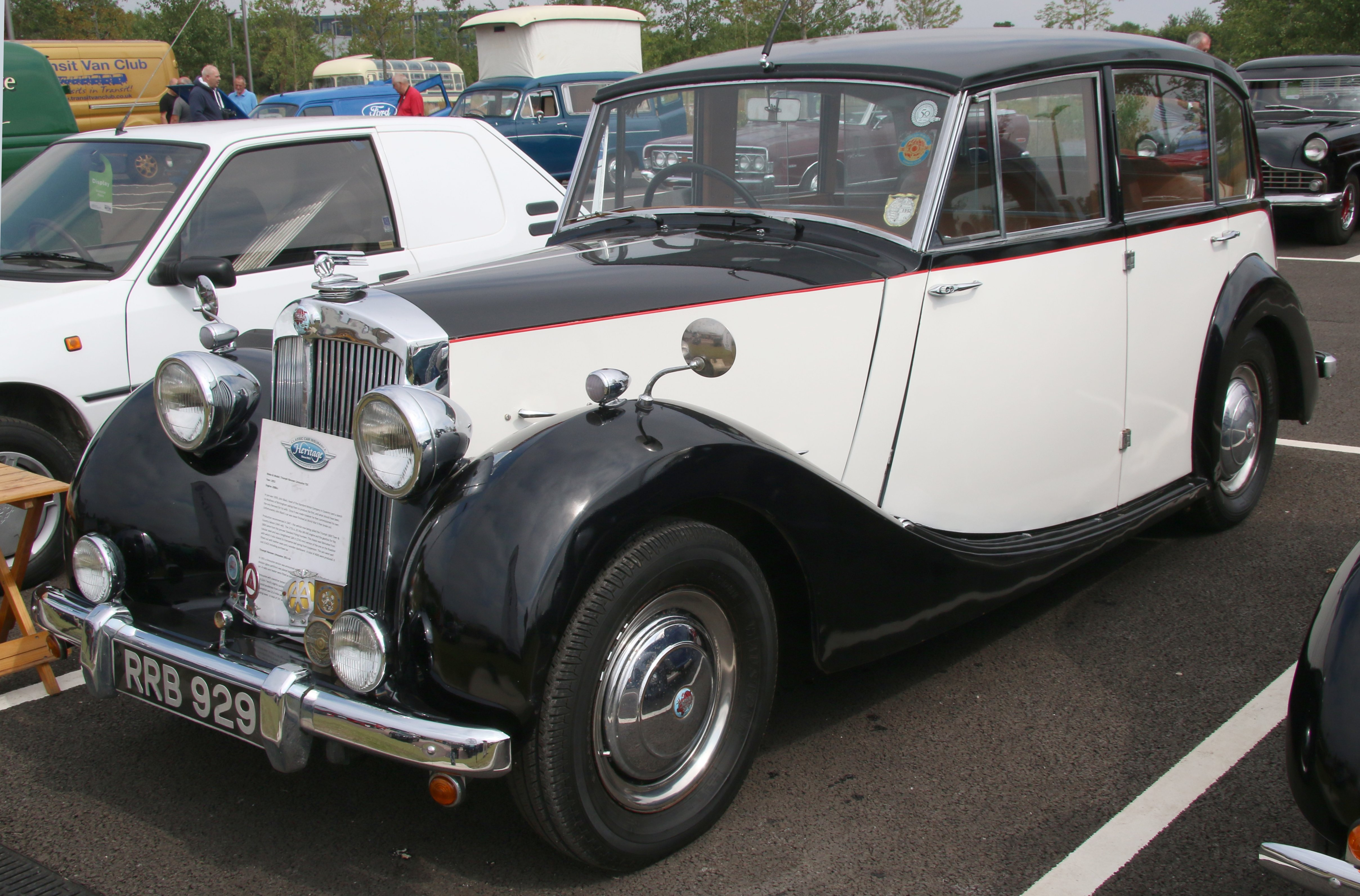
Triumph Renown Limousine (1952)

1951 wurde eine Limousine mit einem um 76 mm verlängerten Radstand vorgestellt, die auf den ausdrücklichen Wunsch von John Black entstanden war. Die Entwicklungsarbeiten führten ausschließlich Mitarbeiter von Mulliners in Birmingham durch; die Triumph-Ingenieure waren in den Prozess nicht eingebunden und erfuhren von der Verlängerung erst bei der Vorstellung des Prototyps.
Die Verlängerung des Renown war mit erheblichem technischem Aufwand verbunden. Statt einfach den Fondbereich zu strecken, wurde ein komplett neuer Fahrgastraum konstruiert. Die zusätzlichen Zentimeter verteilten sich gleichmäßig auf den vorderen und den hinteren Bereich. Alle vier Türen, das Dach, der Fahrzeugboden und alle drei Seitenfenster wurden neu gestaltet. Im Innenraum ist hinter den Vordersitzen eine Glasscheibe angebracht, die den Fond des Wagens vom Chauffeur trennt. Die vorderen Sitze haben keine Verstellmöglichkeit. Radio und Heizung wurden serienmäßig geliefert.
Eine Limousine mit Overdrive wurde 1952 von The Motor getestet und erreichte mit 124,7 km/h eine etwas größere Höchstgeschwindigkeit als die zwei Jahre vorher getestete Limousine. In 25 Sekunden beschleunigte sie von 0–100 km/h. Der Benzinverbrauch wurde zu 13,1 l/100 km gemessen. Der Testwagen kostete £ 1440 einschließlich Verkaufssteuer.
Die Renown Limousine war ein Misserfolg. Bis 1952 wurden nur 190 Exemplare gebaut, 10 davon für den Export. Sie amortisierten die hohen Entwicklungskosten nicht.

### Triumph Renown TDC (1952–1954)

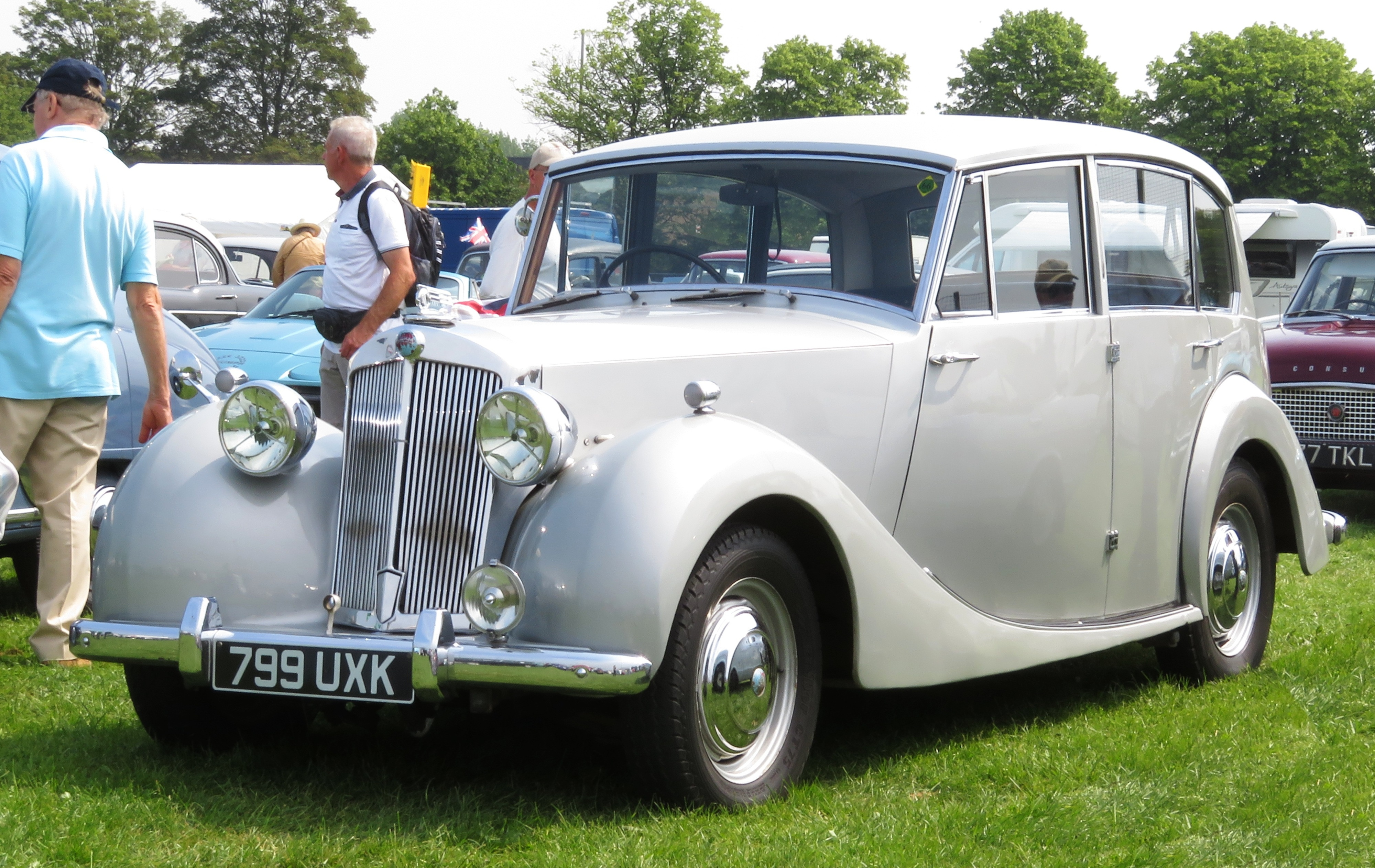
Triumph Renown TDC

Der im Oktober 1952 eingeführte Renown TDC ersetzte den TDB. Er übernahm das verlängerte Fahrgestell und die verlängerte Karosserie der Renown Limousine, verzichtete allerdings auf die Trennscheibe zwischen vorderem und rückwärtigem Passagierraum. Die Antriebstechnik entspricht der des TDB. Der Kaufpreis stieg gegenüber dem TDB zunächst deutlich. Triumph bot den Renown TDC bei seiner Markteinführung 1952 für 952 £ an. Damit war er 60 £ teurer als ein Sunbeam-Talbot 90 und nur geringfügig günstiger als der Rover P 4-75, der bereits eine zeitgemäße Pontonkarosserie hatte. Im Juni 1953 senkte Triumph angesichts mehrerer Hundert unverkaufter Autos, die auf Halde standen, den Preis auf 775 £.
Bis zum Produktionsende 1954 entstanden 2800 Fahrzeuge; 107 davon wurden exportiert.

## Erneute Verwendung des Namens

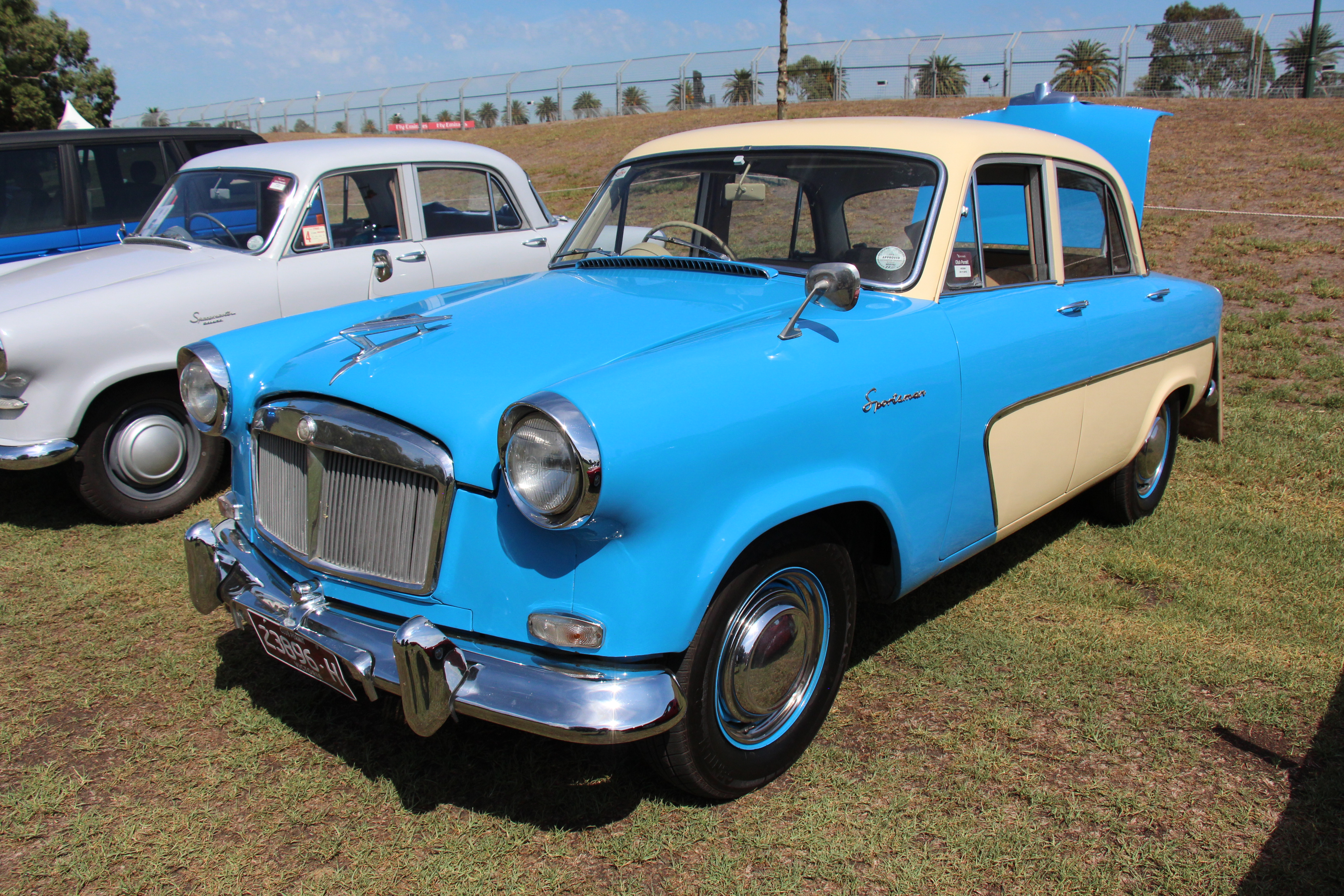
Standard Vanguard Sportsman

1956 erwog Standard, eine sportliche Version des Standard Vanguard Phase III unter der Bezeichnung Triumph Renown auf den Markt zu bringen. Der Wagen war von dem US-amerikanischen Designer Carl Otto gestaltet worden. In Abgrenzung zur Basisversion des Vanguard hatte diese Ausführung eine verchromte, an Triumph-Modelle erinnernde Kühlermaske. Kurz vor Markteinführung wurde der Name Triumph Renown verworfen; das Auto erschien stattdessen als Standard Sportsman. Das Auto kostete 820 £. Bis 1958 stand es regulär im Standard-Katalog; in dieser Zeit entstanden 901 Autos. Danach war der Sportsman noch zwei Jahre lang als Special Order erhältlich; in dieser Zeit wurden weitere 50 Autos gebaut.

## Druckgussmodelle
- Dinky Toys stellte in den 1950er Jahren ein Modell des Renown im Maßstab 1 : 48 her.
- Lansdowne produzierte in den letzten Jahren ein Modell.